# Cerimonialista
Cerimonialista, é o profissional responsável pela organização de evento: cerimônias oficiais ou de público-privado.
O projeto de criação da profissão está tramitando no Congresso Nacional, aguardando alguns pareceres para a sua aprovação final.
Compete ao cerimonialista, organização todo o roteiro da cerimônia oficial ou não, onde estabelece todos os passos, cronometricamente calculados, com diversos tipos de eventos.
O cerimonialista não é o responsável pelo evento, ao Organizador de Eventos (Bacharel em Relações Públicas ou Turismo com ênfase no setor) cabe a responsabilidade de cuidar da contratação do cerimonialista, de todo o deslocamento, chegada, movimentação e atos da autoridade ou empresário durante a realização da cerimônia.
Tem amplo conhecimento em formação de mesa, ordem de precedência, colocação de bandeiras, regras de cerimonial e protocolo, além de aplicar a etiqueta de cada cultura nas cerimônias.